# Stadion Amur w Błagowieszczeńsku
Stadion Amur – wielofunkcyjny stadion w Błagowieszczeńsku, w Rosji. Został otwarty w 1974 roku. Pierwotnie mógł pomieścić 18 000 widzów, jednak po instalacji plastykowych miejsc do siedzenia, pojemność ta spadła do 13 500 miejsc. Swoje spotkania na obiekcie rozgrywa drużyna Amur Błagowieszczeńsk.